# دوري كرة القدم السلوفيني الدرجة الثانية 2006–07
دوري كرة القدم السلوفيني الدرجة الثانية 2006–07 (بالإيطالية: Druga slovenska nogometna liga 2006-2007)‏ هو الموسم 16 من دوري كرة القدم السلوفيني الدرجة الثانية ‏. أشرف على تنظيمه اتحاد سلوفينيا لكرة القدم، وكان عدد الأندية المشاركة فيه 10، وفاز فيه NK Ivančna Gorica ‏.